# هولگر ماینس
هولگر ماینس (آلمانی: Holger Meins؛ ۲۶ اکتبر ۱۹۴۱ – ۹ نوامبر ۱۹۷۴) بازیگر، فیلم‌بردار و کارگردان فیلم اهل آلمان بود.
ماینس به یکی از اعضای مهم گروه فراکسیون ارتش سرخ تبدیل شد و به‌عنوان شخصیتی برجسته در آن شناخته می‌شد. او به‌طور جدی در فعالیت‌های مخفی گروه مشارکت داشت؛ برای نمونه، یک مجسمه‌ساز فلزی را استخدام کرد تا بدنه‌ای برای نارنجک و قالبی برای بمب طراحی کند که بتوان آن را زیر لباس یک زن پنهان کرد و به‌گونه‌ای جلوه دهد که زن باردار است. او به مجسمه‌ساز گفته بود که این وسیله برای یک پروژه فیلم‌سازی است.
در تاریخ ۱ ژوئن ۱۹۷۲، ماینس به همراه آندریاس بادر و یان-کارل راسپه، برای سرکشی به یک گاراژ در فرانکفورت رفتند که در آن مواد منفجره نگهداری می‌کردند. پلیس پس از دریافت اطلاعاتی از یکی از ساکنان محل، مدتی این گاراژ را زیر نظر داشت. ماینس و بادر وارد گاراژ شدند و بلافاصله محاصره شدند. پلیس خروجی گاراژ را بست و از پنجره پشتی، نارنجک‌های اشک‌آور به داخل پرتاب کرد. بادر نارنجک‌ها را دوباره به بیرون پرتاب کرد. این بن‌بست خیلی طول نکشید، چرا که بادر از ناحیه لگن به شدت مجروح شد و ماینس نیز کمی بعد تسلیم شد. هر سه نفر دستگیر شدند.
در زندان، ماینس و سایر زندانیان فراکسیون ارتش سرخ چندین بار دست به اعتصاب غذا زدند تا نسبت به شرایط زندان اعتراض کنند.
وقتی اعتصاب غذا وارد هفته هفتم شد، ۳۲ فعال از «کمیته‌های ضد شکنجه» از سراسر کشور، دفتر مرکزی سازمان عفو بین‌الملل در هامبورگ را اشغال کردند تا علیه شرایط زندان اعتراض کنند. پلیس دفتر را تخلیه کرد، اما هیچ‌گونه اطلاعات هویتی از افراد حاضر ثبت نکرد. مدت‌ها بعد مشخص شد که حدود نیمی از این فعالان، بعدها به RAF پیوستند، از جمله ولفگانگ گرامس که بعدها توسط یگان ویژه گروه ۹ حفاظت مرزی پلیس فدرال کشته شد.
هولگر ماینس در تاریخ ۹ نوامبر ۱۹۷۴ در زندان بر اثر گرسنگی شدید ناشی از اعتصاب غذا درگذشت. با اینکه قد او ۱.۸۳ متر بود، در زمان مرگ تنها ۳۹ کیلوگرم وزن داشت.